# Monument la mormântul comun al ostașilor căzuți și în memoria consătenilor căzuți în 1941-1945 (Mînzătești)
Monumentul la mormântul comun al ostașilor căzuți și în memoria consătenilor căzuți în 1941-1945 este un monument amplasat în Mînzătești, raionul Ungheni, Republica Moldova. Este un monument istoric de importanță națională inclus în Registrul monumentelor Republicii Moldova ocrotite de stat cu nr. 1663 (raionul Ungheni). Datează din 1966.